# Choulex

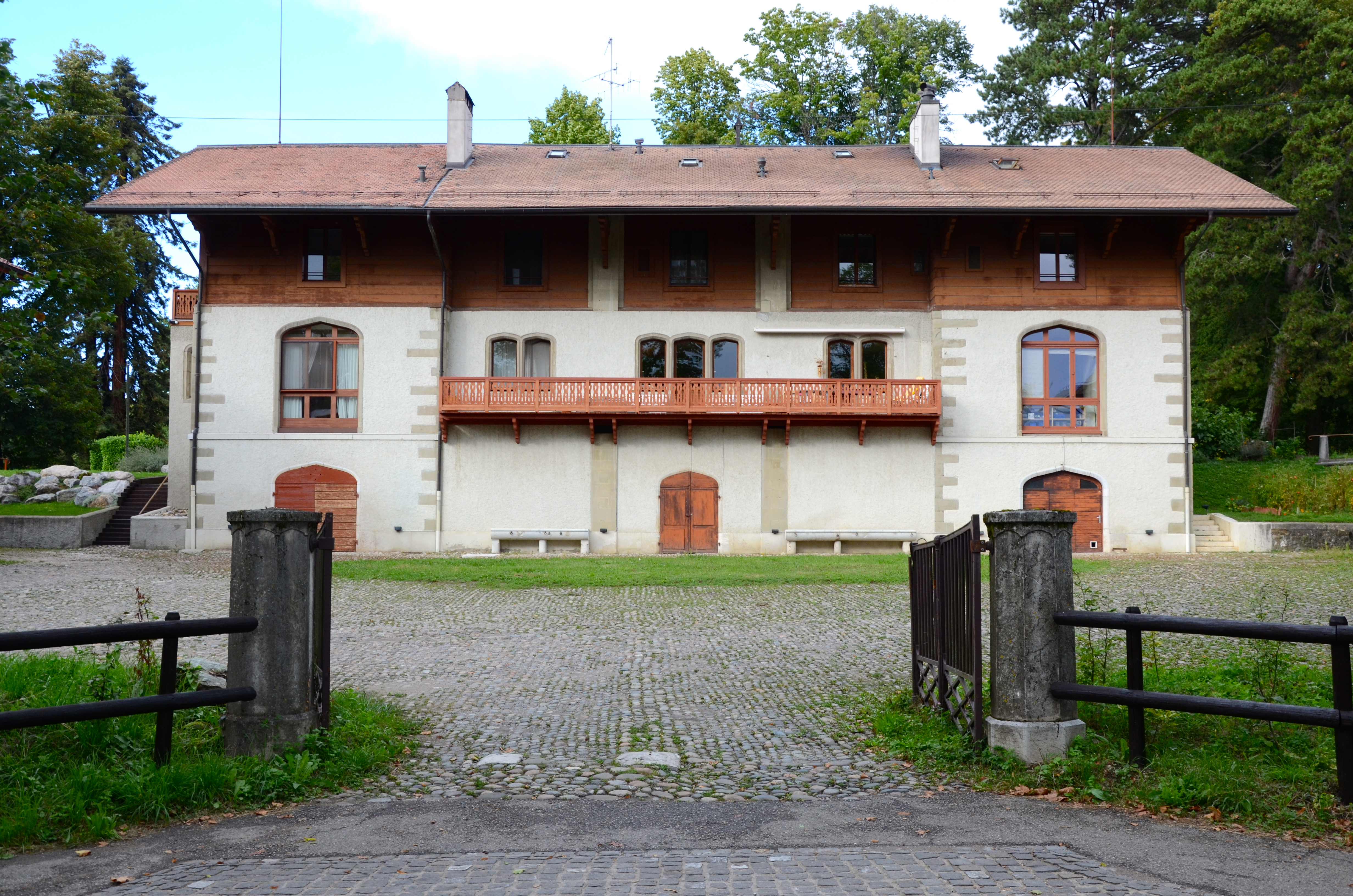
Ferme Miolan

Choulex ist eine politische Gemeinde des Kantons Genf in der Schweiz.
Die Gemeinde befindet sich südlich des Genfersees und umfasst das Strassendorf Choulex und die Weiler Bonvard, Briffod, Chevrier, La Capite und Miolan.

## Geschichte
Vom Ende des 14. Jahrhunderts bis 1798 gehörte Choulex zu Savoyen, abgesehen von der Berner Einnahme von 1536 bis 1567. Von 1798 bis 1816 war Choulex mit Meinier eine Gemeinde. Anschliessend kam Choulex als eigenständige Gemeinde zum Kanton Genf.

## Bevölkerung
| Bevölkerungsentwicklung | Bevölkerungsentwicklung | Bevölkerungsentwicklung | Bevölkerungsentwicklung | Bevölkerungsentwicklung | Bevölkerungsentwicklung | Bevölkerungsentwicklung | Bevölkerungsentwicklung | Bevölkerungsentwicklung | Bevölkerungsentwicklung | Bevölkerungsentwicklung | Bevölkerungsentwicklung |
| ----------------------- | ----------------------- | ----------------------- | ----------------------- | ----------------------- | ----------------------- | ----------------------- | ----------------------- | ----------------------- | ----------------------- | ----------------------- | ----------------------- |
| Jahr                    | 1822                    | 1850                    | 1900                    | 1950                    | 1990                    | 2000                    | 2007                    | 2010                    | 2012                    | 2014                    | 2017                    |
| Einwohner               | 430                     | 468                     | 430                     | 462                     | 799                     | 935                     | 1007                    | 1013                    | 1085                    | 1104                    | 1146                    |

## Persönlichkeiten
- Joseph Déruaz (1826–1911), römisch-katholischer Geistlicher, Bischof von Lausanne und Genf 1891–1911